# Dreiseenbahn
| Alstom Coradia Continental in Schluchsee |                                             |                                                          |                                   |
| Die Dreiseenbahn führt vom Titisee zum Schluchsee. |                                             |                                                          |                                   |
| Streckennummer: | 4301                                        |                                                          |                                   |
| Kursbuchstrecke (DB): | 728                                         |                                                          |                                   |
| Kursbuchstrecke: | 303g (1946)                                 |                                                          |                                   |
| Streckenlänge: | 19,177 km                                   |                                                          |                                   |
| Spurweite: | 1435 mm (Normalspur)                        |                                                          |                                   |
| Streckenklasse: | D4                                          |                                                          |                                   |
| Stromsystem: | (bis 1960: 20 kV, 50 Hz ~) 15 kV, 16,7 Hz ~ |                                                          |                                   |
| Maximale Neigung: | 20 ‰                                        |                                                          |                                   |
| Minimaler Radius: | 190 m                                       |                                                          |                                   |
| Streckengeschwindigkeit: | 80 km/h                                     |                                                          |                                   |
| Zugbeeinflussung: | PZB                                         |                                                          |                                   |
| |                                             |                                                          |                                   |
| \| \| \| Höllentalbahn von Freiburg \| \| \| \| 0,000 \| Titisee \| 858 m ü. NHN \| \| \| \| Höllentalbahn nach Donaueschingen \| \| \| \| 1,30 \| Gutach \| Gutach \| \| \| 7,624 \| Feldberg-Bärental \| 967 m \| \| \| \| B 317 \| \| \| \| 9,647 \| Altglashütten-Falkau \| 957 m \| \| \| 13,451 \| Aha \| 940 m \| \| \| \| B 500 \| \| \| \| \| Schluchsee (ehem. über Fischbach) \| \| \| \| 17,237 \| Schluchsee \| 932 m \| \| \| 19,177 \| Seebrugg \| 932 m \| \| \| \| \| \| \| \| \| ehem. gepl. nach St. Blasien und proj.[1] zur Hochrheinbahn \| \| |                                             |                                                          |                                   |
| Strecke |                                             | Höllentalbahn von Freiburg                               | Höllentalbahn von Freiburg        |
| Bahnhof | 0,000                                       | Titisee                                                  | 858 m ü. NHN                      |
| Abzweig geradeaus und nach links |                                             | Höllentalbahn nach Donaueschingen                        | Höllentalbahn nach Donaueschingen |
| Brücke über Wasserlauf | 1,30                                        | Gutach                                                   | Gutach                            |
| Bahnhof | 7,624                                       | Feldberg-Bärental                                        | 967 m                             |
| Strecke |                                             | B 317                                                    | B 317                             |
| Haltepunkt / Haltestelle | 9,647                                       | Altglashütten-Falkau                                     | 957 m                             |
| Bahnhof | 13,451                                      | Aha                                                      | 940 m                             |
| Strecke |                                             | B 500                                                    | B 500                             |
| Brücke über Wasserlauf |                                             | Schluchsee (ehem. über Fischbach)                        | Schluchsee (ehem. über Fischbach) |
| Haltepunkt / Haltestelle | 17,237                                      | Schluchsee                                               | 932 m                             |
| Kopfbahnhof Strecke ab hier außer Betrieb | 19,177                                      | Seebrugg                                                 | 932 m                             |
| |                                             |                                                          |                                   |
| |                                             | ehem. gepl. nach St. Blasien und proj. zur Hochrheinbahn |                                   |

Die Dreiseenbahn ist eine 19,177 Kilometer lange eingleisige und elektrifizierte Nebenbahn im Landkreis Breisgau-Hochschwarzwald in Baden-Württemberg. Sie zweigt am Bahnhof Titisee von der Höllentalbahn nach Süden ab und führt über vier Zwischenstationen bis zum Weiler Seebrugg. Die Stationen Feldberg-Bärental und Aha sind Bahnhöfe, Altglashütten-Falkau und Schluchsee lediglich Haltepunkte. Ihren Namen erhielt die Strecke, weil sie entlang der drei Seen Titisee, Windgfällweiher und Schluchsee verläuft; alle drei Seen sind bei Fahrtrichtung von Titisee nach Seebrugg auf der rechten Seite zu sehen.
Neben dem Pendler- und Schülerverkehr hat die Dreiseenbahn Bedeutung für den Tourismus: So sind an Wochenenden und Feiertagen die Fahrgastzahlen deutlich höher als an Werktagen. Die Strecke führt durch den Hochschwarzwald, mit dem Feldberggebiet durchfährt sie eines der am meisten besuchten Urlaubs- und Naherholungsgebiete Baden-Württembergs. Die gesamte Anlage einschließlich der Bahnhöfe ist vom Landesamt für Denkmalpflege als raumbedeutsames Kulturdenkmal in der Region Südlicher Oberrhein eingestuft.

## Geschichte

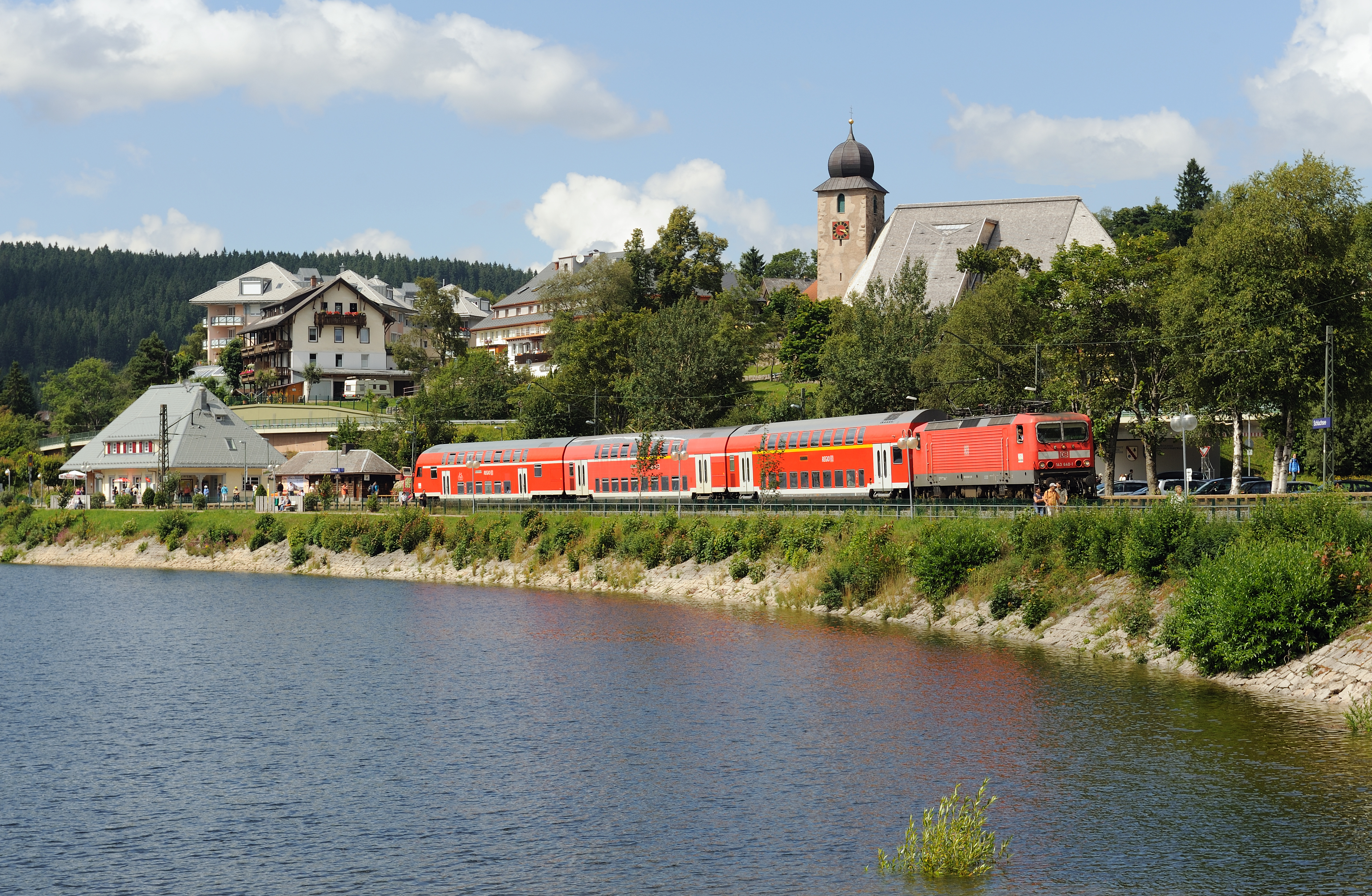
Regionalbahn am Haltepunkt Schluchsee

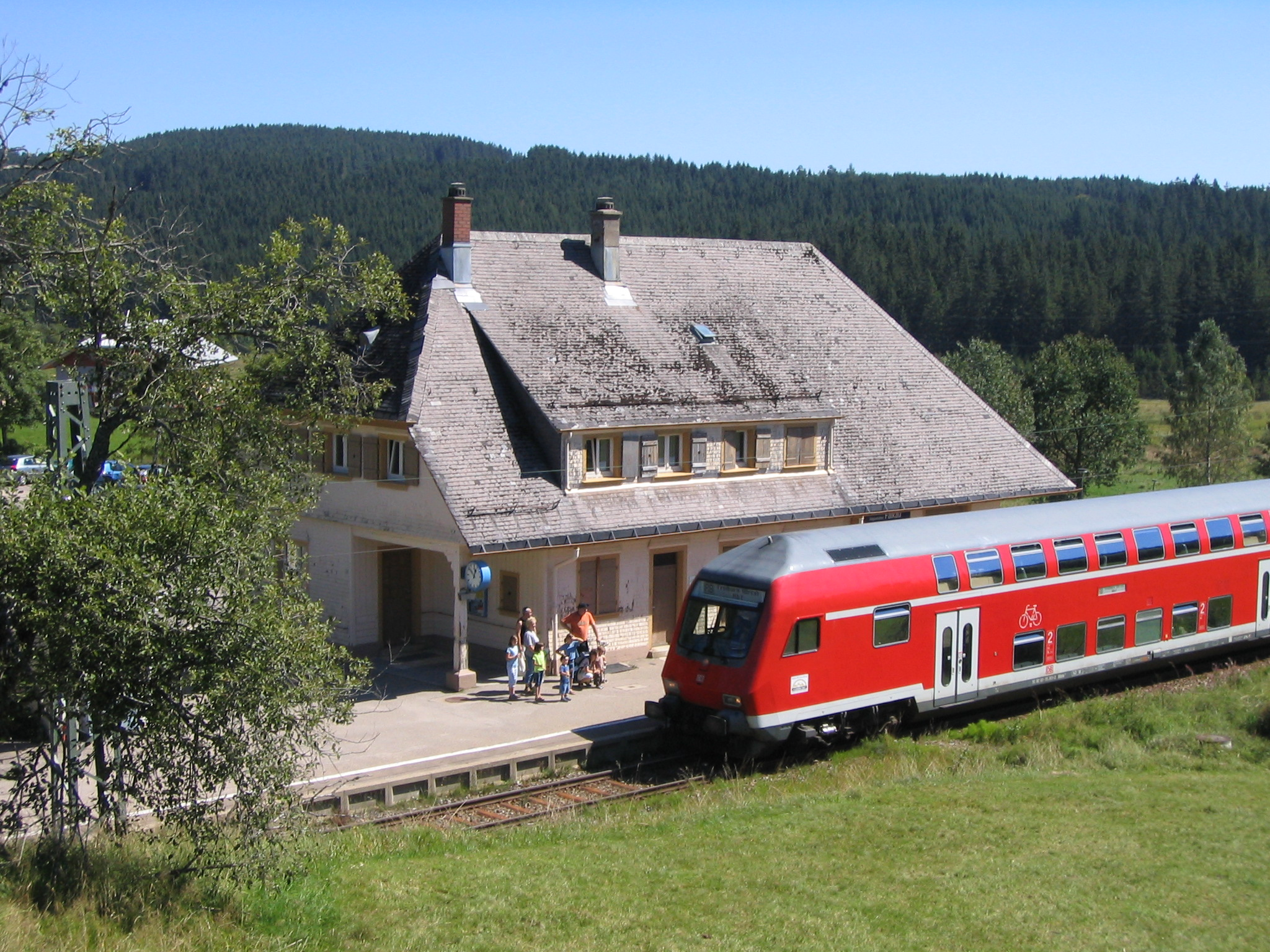
Zug am Haltepunkt Altglashütten-Falkau

### Planung
Im Jahr 1908 wurde eine Eisenbahnstrecke projektiert, die in Villingen an der Schwarzwaldbahn beginnen und über Kirnach, Vöhrenbach, Titisee sowie Sankt Blasien bis an den Hochrhein durchgebunden werden sollte, wo sie entweder in Säckingen oder in Waldshut auf die Hochrheinbahn Basel – Singen (Hohentwiel) treffen sollte. Auf diese Weise sollte eine weitere strategische Bahn geschaffen werden, die eine Umfahrung von Schweizer Gebiet möglich machen sollte. Aus bürokratischen Gründen wurde dieses Vorhaben wieder verworfen.
1910 wurden zwei Alternativen für eine Eisenbahnstrecke nach Sankt Blasien vorgestellt: Die eine sollte über Aha, Schluchsee, Seebrugg und Häusern verlaufen, die andere über Aha, Menzenschwand und Bernau, wobei Schluchsee und Seebrugg mittels einer in Aha abzweigenden Stichstrecke angebunden werden sollten. Im Jahr 1911 hatte sich zwischenzeitlich eine Initiative für den Bau einer Eisenbahnstrecke von Titisee nach Sankt Blasien gebildet, zumal der gleichnamige Amtsbezirk Sankt Blasien als einziger aller 59 Amtsbezirke in Baden noch keinen Eisenbahnanschluss erhalten hatte. Allerdings war zu diesem Zeitpunkt die Finanzlage des Landes Baden sehr angespannt.
Trotzdem gab es vehemente Forderungen nach einem Bahnanschluss, sodass am 8. März 1910 in einer Petition an die II. Kammer in der badischen Hauptstadt Karlsruhe der Bau einer Teilstrecke bis nach Seebrugg angestrebt wurde. Im Sommer 1912 initiierten Schluchsee und Sankt Blasien Protestversammlungen gegen die Variante über Menzenschwand und Bernau, da sie dabei Verzögerungen ihres jeweiligen Bahnanschlusses befürchteten. Außerdem wurde argumentiert, dass für eine Streckenführung über Schluchsee das größere Hinterland spreche. Die Proteste verfehlten ihre Wirkung nicht, so dass die Menzenschwand-Bernau-Variante daraufhin verworfen wurde.
Nachdem der Badische Großherzog Friedrich II. am 20. Februar 1912 grünes Licht für den Bau der Strecke gegeben hatte, wurde den Badischen Staatseisenbahnen am 22. Juli desselben Jahres die Konzession erteilt.

### Bau
Die Gemeinde Bärental konnte dazu überredet werden, insgesamt drei Hektar auf ihrer Gemarkung zur Verfügung zu stellen, die für 1,2 Kilometer der Strecke notwendig waren. Dies geschah vor allem vor dem Hintergrund, dass das am 22. Juli 1912 erlassene Konzessionsgesetz die Bedingung enthalten hatte, dass mit dem Bau erst dann begonnen werden durfte, wenn die Staatsbahnverwaltung das gesamte Gelände der geplanten Bahnstrecke erworben hatte. Aus diesem Grund wurde 1913 ein Geländeerwerbsausschuss gegründet.
In den Jahren 1913 und 1914 wurde der Bahnhof Titisee, von dem aus die Strecke von der Höllentalbahn abzweigen sollte, erheblich umgestaltet; dabei wurden die Gleisanlagen entsprechend erweitert. Die Vermessungsarbeiten begannen im April 1914, allerdings verhinderte der Erste Weltkrieg zunächst den Baubeginn der Strecke. Im Frühjahr 1919 sollten die Bauarbeiten endlich beginnen, dem stand jedoch zunächst die wirtschaftliche Krise, die sich nach dem Ersten Weltkrieg insbesondere in Form einer Inflation niederschlug, im Weg. Im Herbst 1920 nahm die inzwischen gegründete Deutsche Reichsbahn den Bau doch noch in Angriff.
Obwohl die Strecke bereits 1924 fertiggestellt worden war, fehlten die Hochbauten, einschließlich der Bahnhöfe, völlig. Am 5. Oktober 1924 wurde in einer Eingabe an den damaligen Reichsverkehrsminister Rudolf Oeser die Freigabe der Bahnlinie gefordert. Im November 1925 wurde vom Fremdenverkehrsgewerbe die Forderung nach der Freigabe erneuert, da es sich aufgrund der schlechten Verkehrsanbindung dieser Region in einer Krise befand. Aufgrund der Tatsache, dass die Vollendung der Strecke an sich immer fraglicher wurde, wurden insgesamt 500.000 Reichsmark bewilligt, um die Strecke fertig bauen zu können.

### Die Jahre unter der Deutschen Reichsbahn (1926 bis 1945)
Die Dreiseenbahn wurde am 2. Dezember 1926 in Anwesenheit des damaligen badischen Staatspräsidenten Heinrich Köhler als Nebenbahn eröffnet. Die Bahnhofsgebäude wurden in einem für Schwarzwaldhäuser typischen Baustil errichtet.
Obwohl die geplante Verlängerung über Häusern und Sankt Blasien von den Bauarbeiten her bereits weit fortgeschritten war, wurde sie nicht mehr vollendet, da aufgrund der einige Jahre später eingetretenen Weltwirtschaftskrise der Deutschen Reichsbahngesellschaft die Finanzmittel für den Weiterbau fehlten. So wären allein zwischen Seebrugg und Sankt Blasien insgesamt drei Tunnel notwendig gewesen. Im Zuge der bereits begonnenen Arbeiten war in Sankt Blasien ein Bahnhofsgebäude entstanden, das nie einen Zug sah. Trotzdem wurde es lange Zeit als Güterabfertigungspunkt genutzt. Seebrugg gewann eine bescheidene Bedeutung durch Güterverkehr für die Badische Staatsbrauerei Rothaus sowie durch den Wintertechnik-Hersteller Schmidt aus Sankt Blasien.
Aufgrund ihrer langen Planungs- und Bauzeit wurde die Dreiseenbahn im Volksmund auch als „Ewigkeitslinie“ bzw. „-bahn“ bezeichnet. Von Anfang an verkehrten die Züge der Dreiseenbahn ab, bzw. nach Freiburg (Breisgau) Hauptbahnhof. Insbesondere im Winter, in dem das Verkehrsaufkommen besonders groß war, wurden sogenannte „Ski-Züge“ eingesetzt.
Die Deutsche Reichsbahn unternahm Versuche für Bahnstromversorgung mit 20.000 Volt und 50 Hertz und wählte hierfür die Dreiseenbahn sowie die Höllentalbahn zwischen Freiburg im Breisgau und Neustadt (Schwarzwald) aus. Deshalb begannen bereits 1934 die Elektrifizierungsarbeiten entlang der Strecke. 1936 waren diese abgeschlossen, woraufhin auf der Dreiseenbahn Elektrolokomotiven der Baureihe E 244 eingesetzt wurden. Trotzdem kamen zusätzlich Dampflokomotiven der Baureihen 50, 75 und 85 zum Einsatz, wenn auch dies durch die Überspannung sämtlicher Ladegleise auf der Höllental- und Dreiseenbahn betrieblich nicht notwendig gewesen wäre, weil auch die Rangierarbeiten mit Elektroloks durchgeführt werden konnten.

### Die Jahre seit dem Zweiten Weltkrieg (seit 1945)
Bei der Deutschen Bundesbahn kam neben lokbespannten Zügen auch der Triebwagen ET 255 01 auf der Strecke zum Einsatz.
1960 wurde im Zuge der Elektrifizierung zahlreicher wichtiger Bahnstrecken in Deutschland die Bahnstromversorgung auf der Höllentalbahn auf die üblichen 15.000 Volt, 16 2/3 Hertz umgestellt. 1962 endete der planmäßige Einsatz von Dampflokomotiven.
Am 30. September 1982 kam es zwischen Schluchsee und Seebrugg zu einem Zusammenstoß zwischen einem Messzug und einem Arbeitszug. Dabei wurde ein Mensch getötet und zwei Personen leicht verletzt. Zwei Fahrdienstleiter wurden zu einer Geldstrafe verurteilt.
In den 1980er-Jahren unternahm die Deutsche Bundesbahn auf der Strecke Versuche mit dem Funkleitbetrieb (siehe Abschnitt Funkleitbetrieb).
Ab Mitte der 1980er-Jahre war das Empfangsgebäude des Bahnhofs Feldberg-Bärental regelmäßig in der Fernsehserie „Die Schwarzwaldklinik“ zu sehen.

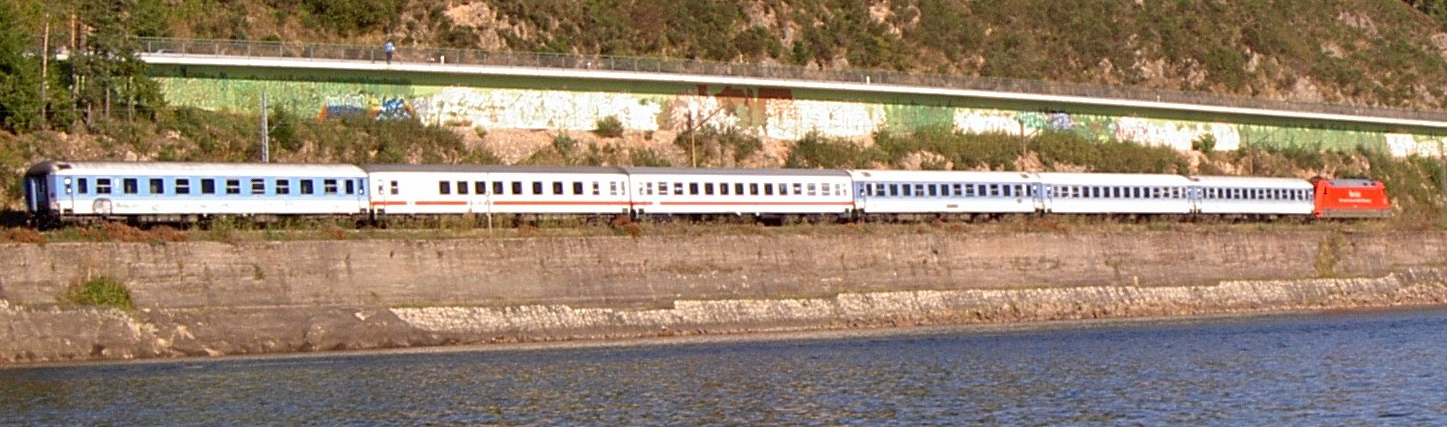
Interregio „Höllental“ oberhalb des Schluchsees zwischen Schluchsee und Seebrugg

Zeitweise wies die Dreiseenbahn auch Schienenpersonenfernverkehr auf. So verkehrte beispielsweise in den 1980er Jahren eine Kurswagengruppe des Fern-Express (FD) Bodensee, dessen Stammzug Dortmund beziehungsweise Münster mit Konstanz verband, von und nach Seebrugg. Zusätzlich fuhr damals auch der Alpen-See-Express auf der Strecke. Ab Anfang der 1990er Jahre verkehrte schließlich ein Interregio (IR) mit dem Zugnamen Höllental von Norddeich Mole in Ostfriesland über die Höllentalbahn und die Dreiseenbahn bis nach Seebrugg und zurück. Er war in den Stundentakt der Regionalbahnen der Relation Freiburg–Titisee–Seebrugg eingebunden und hielt dementsprechend an allen Stationen der Dreiseenbahn. Ende 2002 wurde der Interregio gestrichen und durch eine Regionalbahn ersetzt.

### Breisgau-S-Bahn (ab 2016 bzw. 2019)
Im Rahmen des Konzepts Breisgau-S-Bahn 2020 wurden von März bis Juni 2016 die Stationen der Dreiseenbahn für 6,1 Millionen Euro barrierefrei ausgebaut: Die Bahnsteige wurden von 38 auf 55 cm erhöht, im Bereich der bestehenden Gebäude an den Bestand angeglichen, die sich anschließenden Zugänge und Gehwege sowie in Feldberg-Bärental und Aha die Reisendenübergänge zum zweiten Bahnsteig an die veränderte Bahnsteighöhe angepasst. So besteht nun ein stufenfreier Einstieg in die Fahrzeuge. Alle Stationen erhielten ein taktiles Wegeleitsystem, damit sich auch sehbehinderte Fahrgäste orientieren können. Zudem wurden die Bahnsteigbeleuchtung, die Bahnsteiguhren sowie – je nach Zustand – die Wartehäuschen erneuert.
Die Bahnsteigbreite beträgt im Regelfall 2,5 m. Die Bahnsteige wurden von einer Länge von 200 m auf 140 m verkürzt. Das führte zu einer Kapazitätsverminderung: Statt wie bisher Sechs-Wagen-Züge können nun nur noch Züge mit fünf Wagen verkehren.
Am 15. September 2016 gab das Ministerium für Verkehr und Infrastruktur Baden-Württemberg in einer Pressemeldung bekannt, dass DB Regio den Zuschlag für die Verkehrsleistungen auf der Ost-West-Achse erhalten wird.
Zwischen 1. März und 1. Dezember 2018 wurde die Strecke nicht durch DB Regio bedient, da die Höllentalbahn zwischen Freiburg und Neustadt für umfangreiche Bauarbeiten gesperrt war und so Fahrzeugzuführungen nicht möglich waren. Die verkehrsfreie Zeit wurde zur Erneuerung aller Bahnsteige an der Strecke genutzt, da die zwei Jahre zuvor verlegten Materialien bereits stark durch Materialfehler geschädigt waren. Im Dezember 2018 gab es Probefahrten mit Zügen des Typs Alstom Coradia Continental, mit denen die DB am 15. Dezember 2019 den kompletten Fahrbetrieb dort aufnahm. Seit 22. Juli verkehrten schon die ersten dieser Züge.

#### Betriebskonzept
Die Linie S1 sollte seit 15. Dezember 2019 halbstündlich in Gottenheim und stündlich in Titisee geflügelt werden. Aufgrund von Problemen musste in Gottenheim nach Endingen a. K. umgestiegen werden. Zudem fuhr sonntags zwischen Titisee und Seebrugg nur stündlich ein Zug. Es fielen aber auch immer wieder Züge aus. Deshalb wurde auf der Linie S1 ab dem 17. Februar 2020 ein verändertes, weniger kompliziertes Fahrplankonzept gelten, wonach bis Juni 2020 der Pendelverkehr zwischen Gottenheim und Endingen a. K. bestehen bleibt; somit entfiel in Gottenheim das Flügeln/Kuppeln der Züge. Der Fahrplan sollte damit stabilisiert werden und ein verlässlicher Betrieb gewährleistet sein. Im Laufe des Jahres 2020 kehrten die Verantwortlichen zum alten Fahrplankonzept zurück.
Aufgrund von Kapazitätsproblemen zwischen Titisee und Freiburg fällt seit Mitte 2023 das Flügeln und Kuppeln der Züge in Titisee komplett weg, es ist ein Umstieg nötig. Von Februar bis Ende März 2024 wurde der Zugverkehr unter der Woche komplett eingestellt, um die Züge auf den Hauptachsen der Breisgau-S-Bahn einzusetzen. Samstag und Sonntag fuhren die Züge regulär.
Am 24. Mai 2024 kam es oberhalb des Titisees nach ergiebigem Dauerregen zu einem Erdrutsch. Dies führte wegen der Sicherungsarbeiten zur vollständigen Sperrung der Strecke bis 22. Juli 2024.

## Streckenbeschreibung

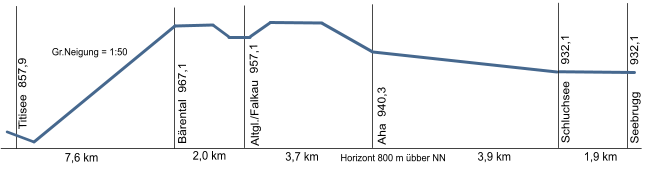
Höhenprofil

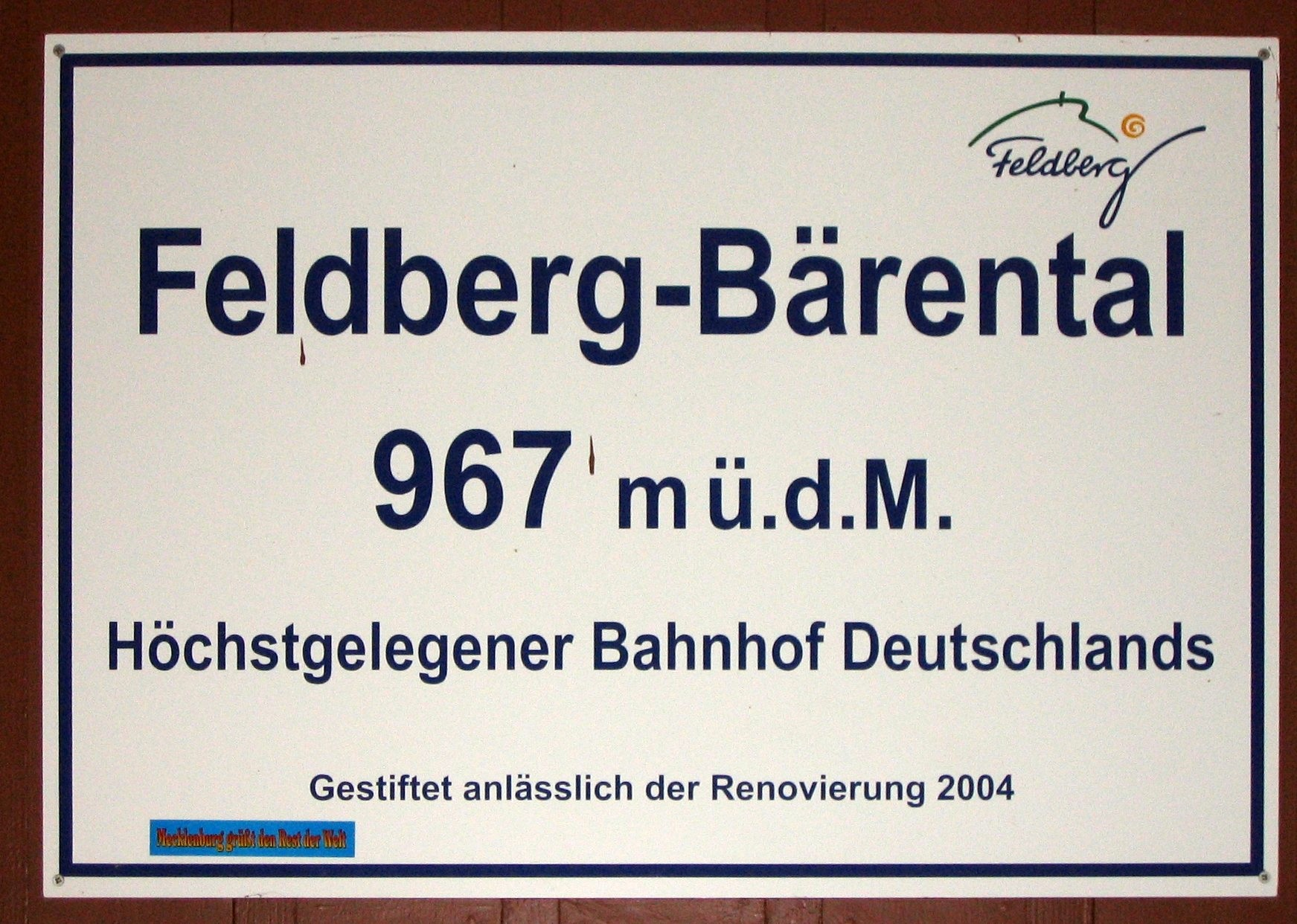
Hinweisschild am Bahnhof Feldberg-Bärental

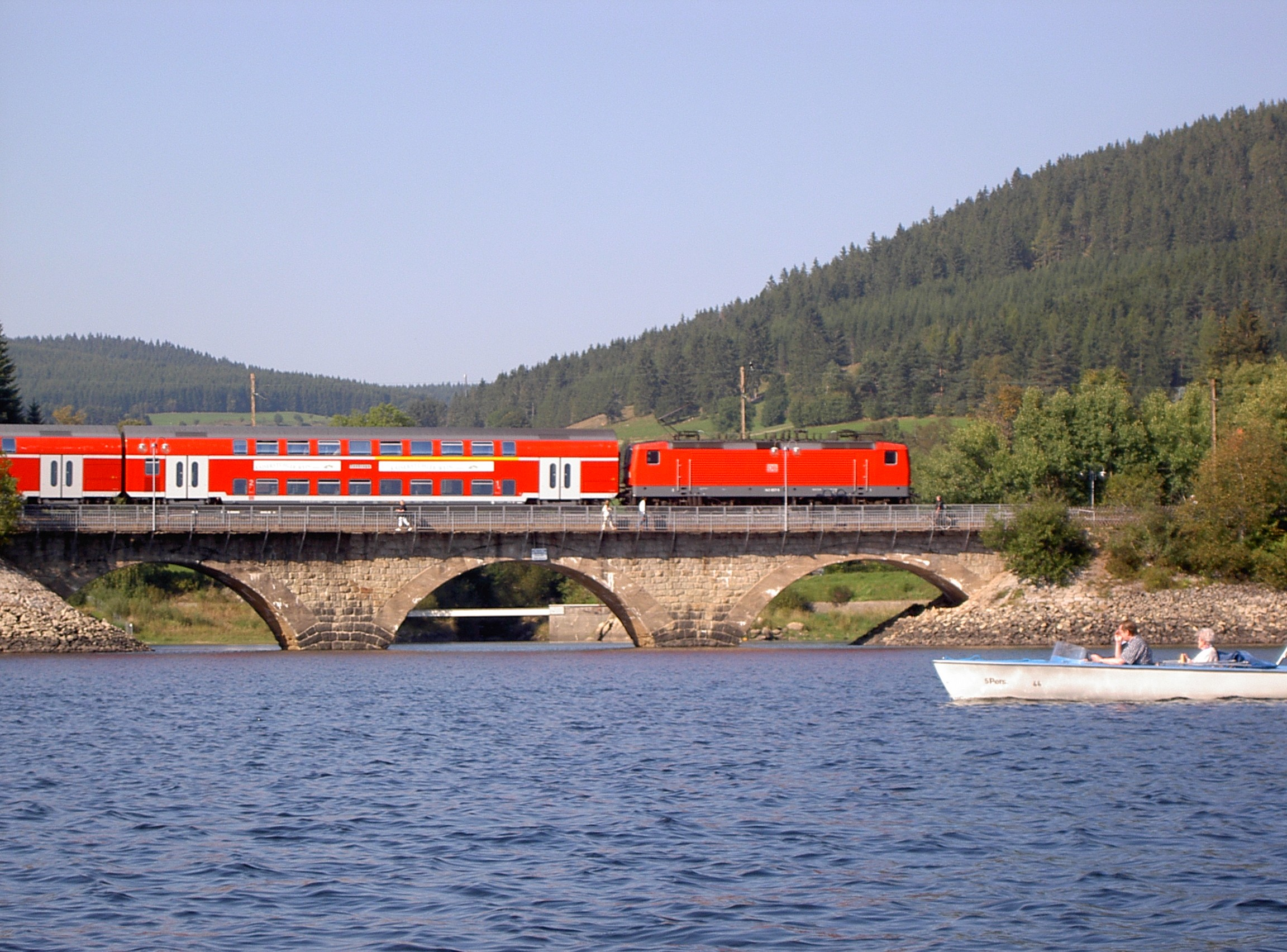
Brücke am Schluchsee

Die Dreiseenbahn verlässt den Bahnhof Titisee auf dessen Südseite zunächst in einer weiten Rechtskurve, um nach Süden abzubiegen und die Höllentalbahn links zurückzulassen. Nach der Seesteige, einem Steigungsabschnitt entlang des Titisees, auf dem rund 112 Höhenmeter überwunden werden, erreicht sie nach rund sieben Kilometern den mit 967 m höchstgelegenen Normalspur-Bahnhof Deutschlands, Feldberg-Bärental. Nach dem Haltepunkt Altglashütten-Falkau passiert sie den Windgfällweiher, um ab dem Bahnhof Aha dem Schluchsee zu folgen. Anschließend trifft sie auf den gleichnamigen Ort, um einige Kilometer weiter am Weiler Seebrugg zu enden. Passiert werden von der Strecke die Stadt Titisee-Neustadt sowie die Gemeinden Feldberg (Schwarzwald) und Schluchsee.
Zugkreuzungen sind seit Einführung der Flügelung in Titisee im regulären Fahrplan nicht vorgesehen, aber in den Bahnhöfen Feldberg-Bärental und Aha möglich. Größtes Kunstbauwerk der Strecke ist die Brücke über eine Ausbuchtung des Schluchsees.

## Betrieb

### Personenverkehr
Die Dreiseenbahn wird von DB Netz, Regionalnetz Südbaden betrieben und jeden Tag im Stundentakt von der S1 der DB Regio AG bedient. Der erste Zug nach Seebrugg verlässt Titisee um 6:31 Uhr, der letzte Zug aus Seebrugg erreicht Titisee um 21:31 Uhr. Eigentlich verkehren alle Züge durchgehend von und nach Freiburg Hbf, aufgrund von Kapazitätsengpässen der Breisgau-S-Bahn ist seit Mitte 2023 ein Umstieg in Titisee nötig.
Für die Gesamtstrecke benötigen die Züge 27 Minuten, was einer Durchschnittsgeschwindigkeit von 43 km/h entspricht. Die zulässige Höchstgeschwindigkeit beträgt 80 km/h. Die relativ niedrige Geschwindigkeit resultiert aus den engen Kurvenradien von oftmals nur 200 Metern und den Rückfallweichen, die nur mit 40 km/h befahren werden dürfen.
Besteller der Zugleistungen ist die Nahverkehrsgesellschaft Baden-Württemberg (NVBW). Die Strecke ist in den Regio-Verkehrsverbund Freiburg (RVF) integriert und lässt sich auch mit der RegioKarte aus dem Raum Freiburg befahren. Des Weiteren gilt hier die KONUS Gästekarte, die Touristen eine kostenlose Nutzung ermöglicht.

#### Fahrzeugeinsatz

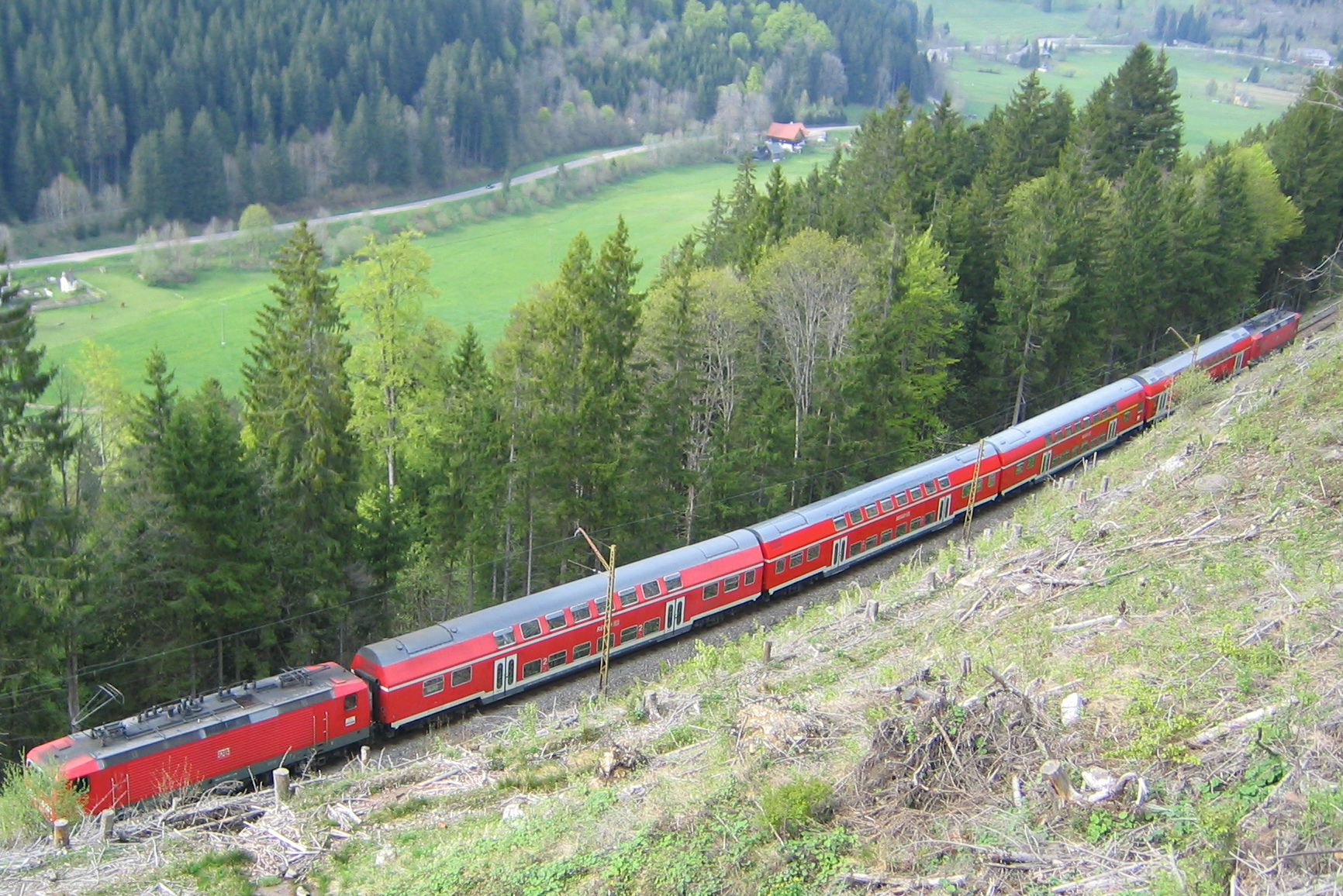
Doppelstockwendezug kurz vor Bärental

Die Strecke wird von Alstom Coradia Continental
(ET1440) in Doppeltraktion befahren. Davor wurde die Strecke mit Doppelstock-Wendezügen befahren, die bis zum Fahrplanwechsel am 10. Dezember 2016 mit Lokomotiven der Baureihe 143 bespannt waren. Werktags bestanden die Züge zumeist aus drei Doppelstockwagen und einer Lokomotive, am Wochenende aus fünf Doppelstockwagen zwischen zwei Lokomotiven. Nachmittags wurde in Freiburg noch ein zusätzlicher Doppelstockwagen und eine Lokomotive der Baureihe 143 an den bestehenden Zug hinten angekuppelt. An Sonn- und Feiertagen wurde an drei Zugpaaren ein Fahrradwagen mit Platz für 62 Fahrräder verwendet. Bis 2016 kamen wochenends bis zu sechs Wagen pro Zug zum Einsatz, aber die Bahnsteige sind nach ihrer Erneuerung zu kurz dafür. Bis auf noch vorübergehende zwei Reservelokomotiven wurde die Traktion auf die Baureihe 146 umgestellt. Damit entfällt die Kupplung zweier Züge zu einem Zugverbund in den Stoßzeiten, da die Drehstromlokomotive fünf Doppelstockwagen auf der Steilstrecke ziehen kann.
Bis zur Elektrifizierung im Jahr 1934 kamen Dampflokomotiven der badischen Gattung VI b zum Einsatz, die unter der Reichsbahn als Baureihe 75.1-3 bezeichnet wurden. Die Zugleistungen wurden nach der Umstellung auf den elektrischen Betrieb der Strecke durch die Baureihe E 244 übernommen. Gleichzeitig wurden weiterhin Dampfloks der Baureihen 85 und 50 vor Personen- und Güterzügen eingesetzt. Ende der 1950er Jahre trugen Schienenbusse der Baureihe VT 98 die Hauptlast des Personenverkehrs.
Ab 1960 übernahmen die Loks der Baureihe E 44W, später BR 145, die elektrischen Zugleistungen. Diese wiederum wurden durch die Baureihe 139 abgelöst. Ab 1994 übernahm die Baureihe 143 alle Planleistungen auf der Dreiseenbahn.

### Museumsbahnbetrieb

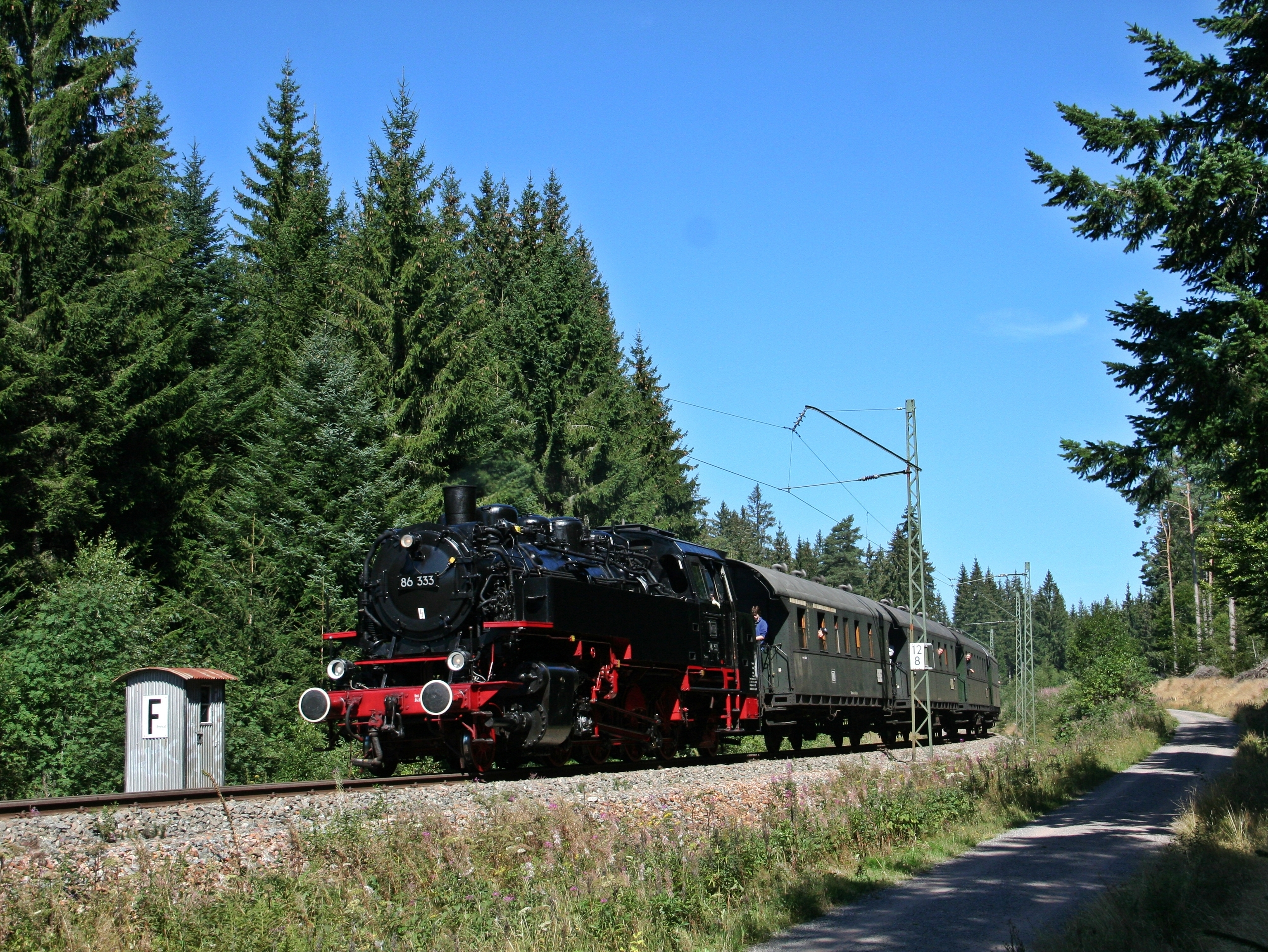
Der Museumszug auf der Dreiseenbahn bei Aha

Der Verein IG 3-Seenbahn e. V. führt, von Seebrugg ausgehend, regelmäßige Sonderfahrten mit historischen (Dampf-)Zügen auf der Dreiseenbahn durch.

### Funkleitbetrieb
1984 wurde in Deutschland erstmals der Funkleitbetrieb als Versuch auf der Dreiseenbahn eingeführt. Die Strecke eignete sich dazu, da sie unter anderem vergleichsweise kurz ist und keine Bahnübergänge hatte. Der Test verlief positiv und so wurde der Funkleitbetrieb auf der Strecke zwischen Titisee und Seebrugg bis zu dessen Ablösung eingesetzt. Dieser ermöglichte einen wirtschaftlichen Betrieb der Dreiseenbahn, da nur noch ein Zugleiter für die gesamte Strecke sowie den Abschnitt der Höllentalbahn zwischen Hinterzarten und Neustadt benötigt wird.
Um den Funkleitbetrieb einführen zu können, mussten zunächst für den analogen Zugbahnfunk Sendemasten in Feldberg Bärental und Aha errichtet und Rückfallweichen mit Überwachungssignalen eingebaut werden. Diese betrieblich als „Deckungssignale“ bezeichneten Überwachungssignale entstanden aus den alten Ein- und Ausfahrsignalen der Bahnhöfe Aha und Seebrugg, welche bis zur Einführung des Funkleitbetriebs durch mechanische Stellwerke der Bauart Einheit bedient wurden. Durch die mit 40 km/h befahrbaren Rückfallweichen ist eine Kreuzung der Züge in den Bahnhöfen ohne Umstellung der Weichen möglich. Die Signaltechnik in den Bahnhöfen Feldberg-Bärental, Aha und Seebrugg wurde angepasst und die bisherigen Hauptsignale durch rot umrandete H-Tafeln mit Punktförmiger Zugbeeinflussung (2000-Hz-Magnet) ersetzt.
Der Betrieb wurde von einer Zentrale aus Titisee ferngesteuert, indem im dortigen Fahrdienststellwerk ein Meldepult und eine Zugbahnfunkzentrale eingebaut wurden, die bei dem Projekt zusammenwirken. Alle Aufträge und Meldungen werden auf einem Nachrichtenspeicher registriert. Die Zugfahrten werden durch Zuglaufmeldung zwischen dem Zugleiter (Fahrdienstleiter in Titisee) und dem Triebfahrzeugführer über Zugbahnfunk geregelt. Der Triebfahrzeugführer musste, wie im Zugleitbetrieb üblich, in jedem Bahnhof über Zugbahnfunk zunächst die Ankunftsmeldung abgeben und anschließend die Fahrerlaubnis einholen. Mit der Fahrerlaubnis wurde der jeweilige 2000-Hz-Magnet am Bahnsteig für drei Minuten unwirksam geschaltet, sodass der Zug aus dem Bahnhof ausfahren konnte. Eine Zugfahrt ohne Fahrerlaubnis hätte automatisch eine Zwangsbremsung erhalten, sodass eine höhere Betriebssicherheit als beim herkömmlichen Zugleitbetrieb erreicht wird. Fernsprecher und Fernsprechleitungen an der Strecke blieben als Rückfallebene erhalten. Sollte der Analogfunk auf dem Triebfahrzeug ausfallen, müssen die Ankunftsmeldungen und Fahranfragen über die örtlichen Fernsprecher getätigt werden. Alle Fernsprecher sind ebenfalls an das Stellwerk in Titisee angebunden, sodass die Gespräche aufgezeichnet werden.

#### Ablösung
Die im normalen Zugleitbetrieb reguläre Verlassensmeldung eines Zuges in einem Bahnhof, wodurch die Streckenkapazität erhöht werden kann, ist im Funkleitbetrieb weder betrieblich noch technisch vorgesehen. Somit kann trotz Fahrerlaubnis nicht gewährleistet werden, dass ein Zug einen Bahnhof tatsächlich vollständig verlassen hat und das Gleis frei ist. Würde man dennoch einen Zug auf die Strecke schicken, besteht bei der Einfahrt in die betreffende Betriebsstelle die Gefahr eines Auffahrunfalls. Ein nachfolgender Zug durfte daher erst dann abfahren, wenn der vorausfahrende im übernächsten Bahnhof die Ankunftsmeldung gegeben hat.
Auf längere Sicht war daher vorgesehen, den Funkleitbetrieb durch ein Elektronisches Stellwerk (ESTW) abzulösen. Diese Maßnahme war erforderlich, um die Zugdichte auf der Dreiseenbahn in Zukunft wie geplant erhöhen zu können. Nach dem Umbau der Höllentalbahn wurde im Herbst 2018 in Titisee schon ein neues ESTW in Betrieb genommen, das bisher allerdings nur den alten Stellbereich des abgelösten Drucktastensstellwerks der Bauform MC L84 von Hinterzarten über Titisee nach Neustadt bedient. Ab Dezember 2019 werden die Bahnhöfe Löffingen und Döggingen (bis 2018 beide örtlich mittels mechanischer Einheitsstellwerke bedient) an Titisee angeschlossen. Mit der Inbetriebnahme des ESTW für die Dreiseenbahn wurde das Stellwerk Titisee endgültig aufgelöst und von Freiburg-Wiehre aus fernbedient. Der dort schon entstandene Bedienplatz steuerte bis dahin auf der Höllentalbahn den alten Bereich des MC L84-Stellwerks, das bis zur Streckenmodernisierung in Kirchzarten in Betrieb war (FR-Wiehre, Kirchzarten, Himmelreich, Hirschsprung).
Am 1. September 2020 wurde schließlich der Funkleitbetrieb eingestellt und nach viermonatiger Bauzeit wurde am 21. Dezember 2020 der Betrieb mit neuer Signal- und Stellwerkstechnik wieder aufgenommen. Die Strecke ist an das elektronische Stellwerk in Freiburg-Wiehre angeschlossen. Um den Funkleitbetrieb abzulösen waren 28 neue Signale und 4 neue Weichen notwendig.

### Besonderheiten

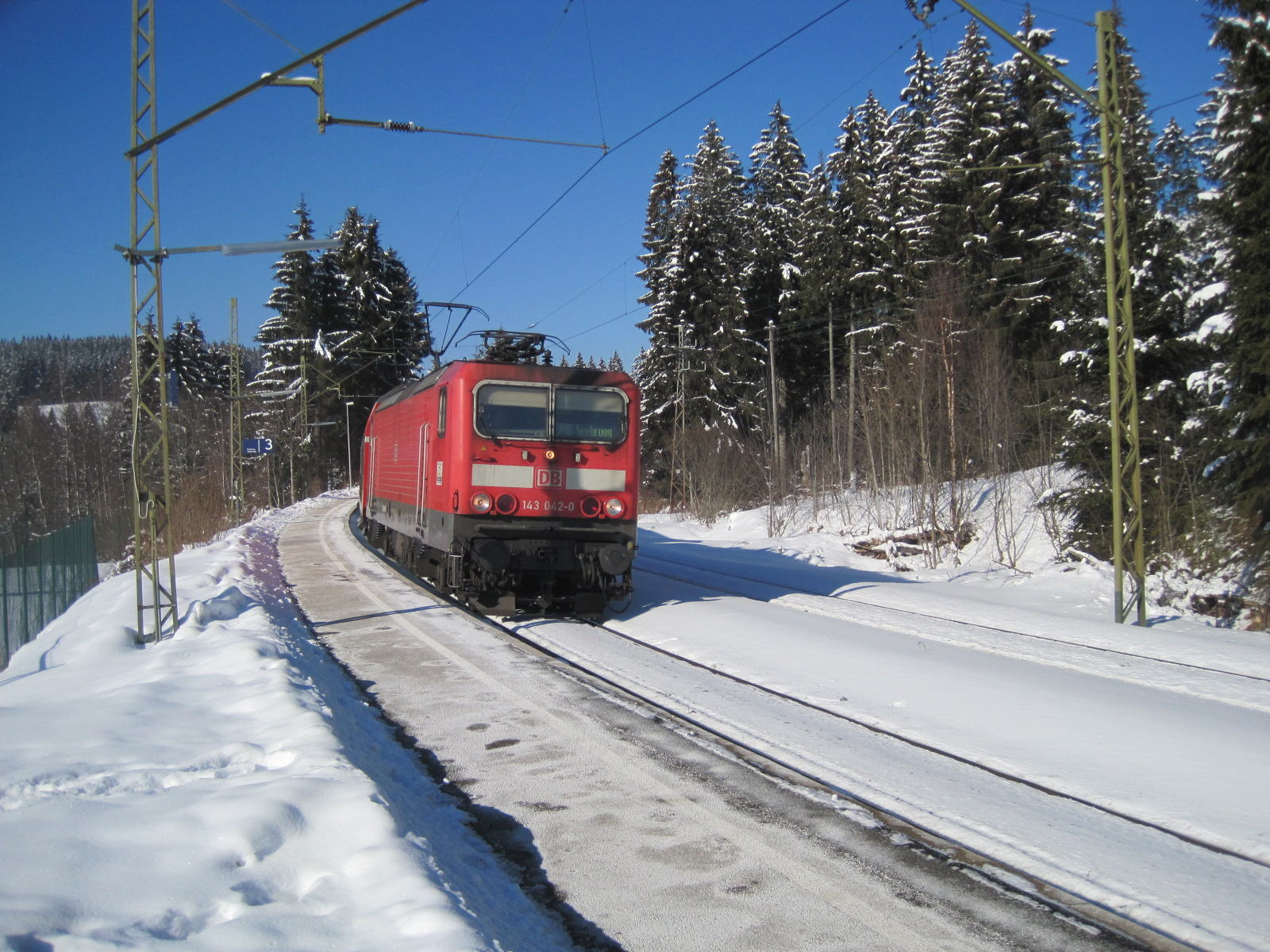
Winter im Bahnhof Aha

Da die Dreiseenbahn den Hochschwarzwald, die schneereichste Region in ganz Baden-Württemberg, durchquert, kommt es auf der Strecke – wie auf der benachbarten Höllentalbahn – nicht selten zu schnee- oder sturmbedingten Betriebsausfällen. Bei zu großen Schneemassen wird die in Villingen stationierte Schneeschleuder verwendet, um die Strecke wieder befahrbar zu machen.
Nach dem Orkan Kyrill im Januar 2007 musste die Strecke wegen Unterspülung des Bahndammes für mehrere Tage gesperrt werden. Für die Sanierung wurde eigens eine Schotterstraße auf dem schlammigen Untergrund gebaut. Auch im Januar 2012 sowie im Januar 2018 (Sturmtief Burglind) war die Strecke wegen umgestürzter Bäume für mehrere Tage gesperrt. Während des nur wenige Wochen nach Burglind folgenden Sturmtiefs Friederike wurde der Betrieb vorsorglich für zwei Tage eingestellt, es kam aber zu keinen Schäden an der Strecke.
Der Orkan Sabine führte am 10. Februar 2020 zu umfangreichen Schäden auf der Strecke, wodurch bis zum 1. März 2020 im Schienenersatzverkehr gefahren werden musste. 15 Bäume waren auf die Gleise gestürzt und die Oberleitung an acht Stellen beschädigt worden.
Ende Mai 2024 kam es nach starken Regenfällen zu einem Erdrutsch unterhalb der B317/B500 zwischen Titiseeufer und Bahnstrecke. Wegen Sicherungsarbeiten war die Strecke für zwei Monate gesperrt und wurde am 22. Juli 2024 wieder freigegeben.